# De anima

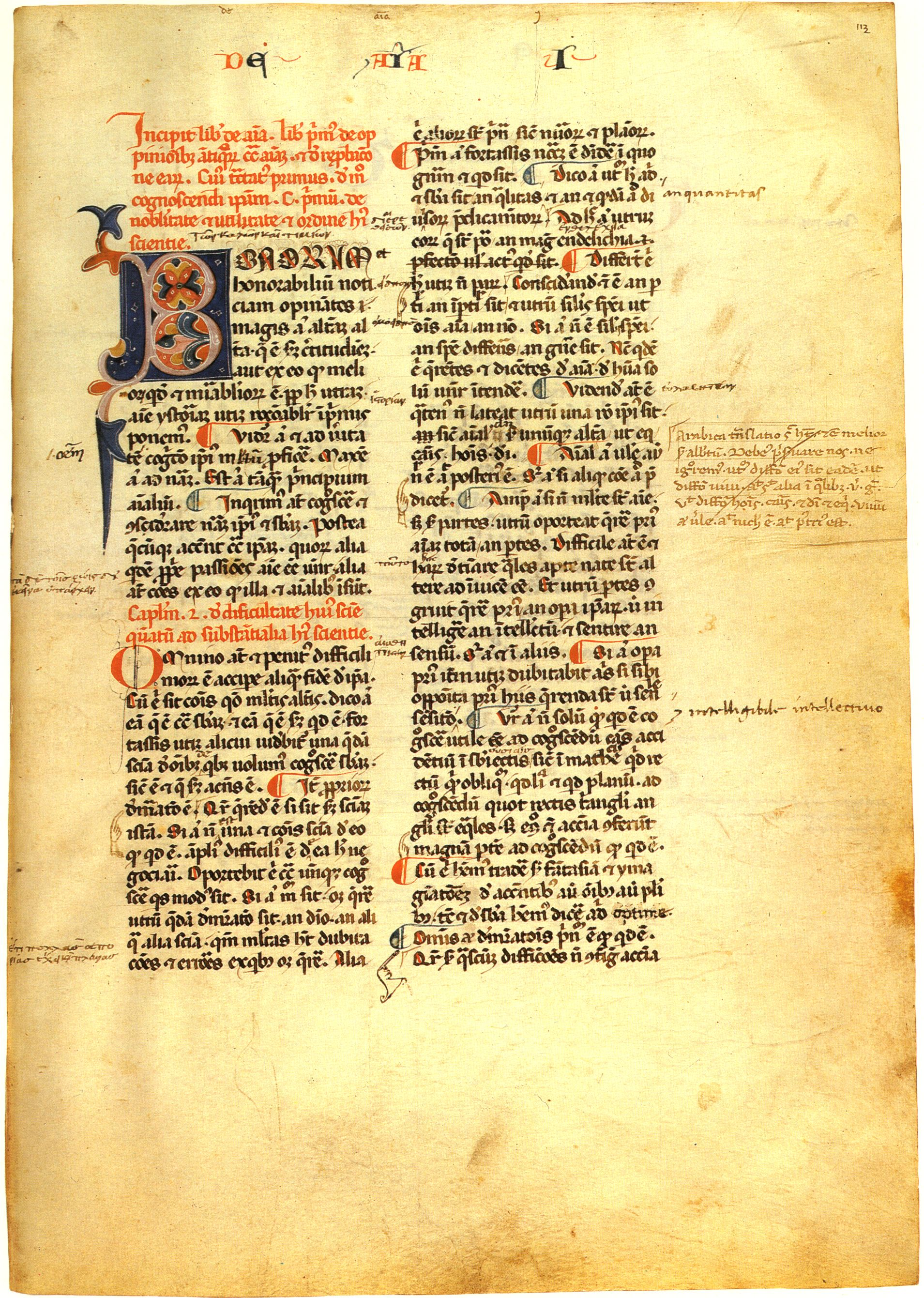
De anima in der lateinischen Übersetzung Wilhelms von Moerbeke. Handschrift Rom, Biblioteca Apostolica Vaticana, Vaticanus Palatinus lat. 1033, fol. 113r (Anfang des 14. Jahrhunderts)

De anima (lateinisch; altgriechisch Περὶ ψυχῆς Perí psychḗs, deutsch „Über die Seele“) ist eine Schrift des Aristoteles. Sie behandelt die Seele als diejenige Entität, die bewirkt, dass einem natürlichen Körper das Prädikat „lebendig“ zugesprochen werden kann. Die Schrift besteht aus drei Büchern. Es handelt sich um die erste bekannte Abhandlung der Antike, die speziell die Seele zum Thema hat. Angesprochen werden unter anderem Fragen der Erkenntnistheorie, der Philosophie des Geistes, der philosophischen Psychologie und der Handlungstheorie.

## Inhalt
Einleitend betont Aristoteles im ersten Buch, dass es „zum Schwierigsten“ gehöre, zuverlässiges Wissen über die Seele zu erlangen, doch sei dies ein lohnendes Ziel, sowohl wegen der hohen Bedeutung dieses Themas als auch wegen der Genauigkeit der erreichbaren Kenntnisse. Anschließend formuliert er Fragen, die er klären will: ob die Seele als Einzelding (als „bestimmtes Etwas“), als Qualität oder Quantität zu betrachten ist; ob sie teilbar oder unteilbar ist; ob sie einfach (homogen) oder zusammengesetzt ist; ob die Seelen der verschiedenen Arten von Lebewesen unterschiedliche Definitionen benötigen; ob die Seele eigene Vorgänge aufweist, die dem Gesamtlebewesen nicht zukommen, und daher eigenständig existieren kann.
Dann wendet sich Aristoteles den früheren Philosophen zu, den Vorsokratikern und Platon. Dabei stellt er fest, dass die „Seele“ bisher als Ursache für das Lebendigsein, für die Wahrnehmung und die Selbstbewegung der Lebewesen aufgefasst wurde. Er beschreibt die Ansichten seiner Vorgänger und untersucht sie auf ihre Stichhaltigkeit, wobei er zu negativen Ergebnissen kommt: Weder kann die Seele als das sich selbst Bewegende definiert werden, noch bewegt sie sich im Kreis, noch ist sie eine Harmonie, eine Zahl oder ein räumlich ausgedehntes, aus den Elementen zusammengesetztes Objekt.

### Definition der Seele
Im zweiten und dritten Buch erläutert Aristoteles seine eigene Theorie über die Seele. Er definiert die Seele als Entelechie (Akt, Wirklichkeit, Vollendung) eines natürlichen, „organischen“ Körpers, der potenziell die Möglichkeit zu leben hat. Der Begriff „organisch“ (von órganon, „Werkzeug“) wird meist übersetzt als „mit Organen ausgestattet“; die Bedeutung ist aber wohl eher „als Instrument dienend“. Mit der Aussage, dass der Körper potenziell Leben hat, ist gemeint, dass er zum Belebtsein geeignet ist; daher kann die Seele seine Belebung tatsächlich verwirklichen. Die Seele ist kein eigenständiges Wesen, das unabhängig vom Körper existiert, sondern dessen Form. Daher ist sie vom Körper nicht trennbar. Sie verhält sich zu ihm wie das Augenlicht zum Auge. Damit widerspricht Aristoteles der Auffassung Platons, wonach der Seele ein eigenständiges Dasein zukommt. Im Sinne seiner teleologischen Betrachtungsweise fasst er die Seele als Zweckursache des Körpers auf.

### Seelenvermögen
Aristoteles unterscheidet verschiedene Seelenvermögen, darunter die Ernährung, die Fortbewegung, die Wahrnehmung und die Vernunft (nous). Die Seele ist das Lebensprinzip aller Lebewesen – Pflanzen, Tiere, Menschen. Unterschiedliche Seelen besitzen verschiedene Seelenvermögen; danach klassifiziert er die Lebewesen. Pflanzen besitzen das vegetative Seelenvermögen, das für die Fortpflanzung, das Wachstum und den Stoffwechsel verantwortlich ist. Alle Tiere verfügen darüber hinaus über das sensitive Vermögen, die Fähigkeit zur Sinneswahrnehmung, wenn auch manche nur den Tastsinn besitzen, den einzigen Sinn, den jedes Tier hat. Bereits aus dem Tastsinn ergibt sich die Unterscheidung von Angenehmem und Unangenehmem und damit das Begehren, also ein Gefühlsleben. Die meisten Tiere können sich selbständig fortbewegen. Allein der Mensch besitzt überdies als intellektuelles Vermögen die Fähigkeit zur Vernunft, die sich somit erst in der letzten von drei Phasen der seelischen Entwicklung zu verwirklichen vermag: der eigentlich menschlichen. Die erste nennt Aristoteles also die vegetative (wachsende) und die zweite die animalische (durchsetzungsfähige) Phase. Zur weiteren Klärung der Zusammenhänge untersucht er eingehend die Organe und Funktionsweisen der einzelnen Sinne.

### Erkenntnistheorie
Notwendige Bedingung für die Vernunft, die Erkenntnis hervorbringt, ist das Vorstellungsvermögen (phantasía), dessen Tätigkeit definiert wird als eine Bewegung, die durch den Vollzug einer Sinneswahrnehmung erzeugt wird. Hinzu kommt das „Strebevermögen“ (orexis). Damit im Menschen die Vernunft wirklich und nicht nur möglich ist, also konkret in Erscheinung tritt und Erkenntnis herbeiführt, bedarf es eines aktiven und eines passiven Prinzips. Die passive („erleidende“) oder mögliche (potentielle) Vernunft (nous pathētikós, lateinisch intellectus possibilis) bezeichnet das Vorstellungsvermögen hinsichtlich dessen Fähigkeit, dem Verstand Sinneseindrücke zur gedanklichen Durchleuchtung zu präsentieren. Die aktive (oder tätige, wirkende) Vernunft (nous poiētikós, lateinisch intellectus agens) ist dann in der Lage, zu abstrahieren, Schlüsse zu ziehen und Meinungen zu bilden. Die passive Vernunft wird biologisch vererbt, die aktive kommt „von außen“ in den Menschen hinein. Die Seele und damit auch die passive Vernunft ist vergänglich, sie stirbt mit dem Körper. Die aktive Vernunft hält Aristoteles für unvergänglich; damit meint er aber – im Unterschied beispielsweise zur christlichen Seelenlehre – keine Unsterblichkeit der einzelnen Personen, bzw. Individuen.
Die Formen, die der Intellekt aufnimmt, einschließlich der abstrakten mathematischen, existieren für Aristoteles nur in den sinnlich wahrgenommenen Objekten. Sie befinden sich demnach nicht in der von Platon angenommenen eigenständigen, der Seele unmittelbar zugänglichen Ideenwelt. Daher vollzieht sich das Denken nur durch Vorstellungen, die aus der Sinneswahrnehmung abgeleitet sind. Ohne Sinneswahrnehmung gäbe es keinerlei Erfahrung und könnte man nichts verstehen. Diese grundlegende Aussage wurde später in der lateinischen Formulierung Nihil est in intellectu, quod non prius in sensu berühmt („Nichts ist im Verstand, was nicht zuvor in der Sinneswahrnehmung war“). Eine weitere berühmte Behauptung des Aristoteles lautet, dass der menschliche Geist über keine angeborenen Kenntnisse verfügt, sondern zu Beginn des Lebens einer unbeschriebenen Tafel (lateinisch tabula rasa) gleicht, die mit allem möglichen beschrieben werden kann. In diesem Sinne lässt sich sagen, dass der Intellekt „alles werden“ kann. Sich selbst kann er nur indirekt erkennen, nämlich als Nebenwirkung eines Erkenntnisakts, der sich auf ein äußeres Objekt richtet.

## Rezeption
Der Peripatetiker Alexander von Aphrodisias griff um 200 n. Chr. die aristotelische Seelenlehre auf und vertrat insbesondere die Auffassung, dass die Seele sterblich sei, was ihm später die Gegnerschaft christlicher Autoren eintrug. Im 6. Jahrhundert verfasste der Neuplatoniker Simplikios einen noch in der frühen Neuzeit viel beachteten Kommentar zu De anima, in dem er sich bemühte, die Lehre des Aristoteles mit dem Neuplatonismus in Übereinstimmung zu bringen.
In der lateinischsprachigen Gelehrtenwelt des Mittelalters wurde De anima erst durch die lateinische Übersetzung bekannt, die Jakob von Venedig spätestens um die Mitte des 12. Jahrhunderts anfertigte. Der ausführliche Kommentar mit dem darin integrierten Text von De anima in arabischer Sprache, den Averroes im 12. Jahrhundert verfasst hatte, stand den Gelehrten bereits seit den 1230er Jahren in einer lateinischen Übersetzung von Michael Scotus zur Verfügung. In der nun einsetzenden Hochscholastik war De anima ein maßgebliches Lehrbuch an den Universitäten. Einen der zahlreichen Kommentare dazu verfasste 1254/1257 Albertus Magnus, einen der einflussreichsten 1267/1268 Thomas von Aquin auf der Grundlage einer 1266/67 von Wilhelm von Moerbeke fertiggestellten Übersetzung. Thomas betont, dass der intellectus agens keine separate Substanz sei, sondern ein Vermögen der menschlichen Seele, das mit dem intellectus possibilis ein und dieselbe Substanz bilde. Die thomistische Version der aristotelischen Seelenlehre setzte sich in der katholischen Kirche dauerhaft durch.
Im Renaissance-Aristotelismus ging die Diskussion um das Verständnis von De anima weiter. Sie wurde auch unter evangelischen Theologen geführt. Martin Luther wandte sich gegen das scholastische Bestreben, eine Übereinstimmung philosophischer und theologischer Lehren zu erweisen, und betonte demgegenüber, dass in der aristotelischen Lehre die Seele sterblich ist.

## Ausgaben und Übersetzungen
Maßgebliche textkritische Edition des griechischen Originals
- Aristotelis De anima. Recognovit brevique adnotatione critica instruxit William David Ross. (Oxford Classical Texts). Oxford University Press, Oxford 1956
- Aristotle, De anima. Edited with Introduction and Commentary by W. D. Ross. Oxford University Press, Oxford 1961.

Zweisprachige Ausgaben und Übersetzungen
- Thomas Buchheim (Hrsg.): Aristoteles: De anima – Über die Seele. Wissenschaftliche Buchgesellschaft, Darmstadt 2016, ISBN 978-3-534-26817-7 (griechischer Text der kritischen Edition von Ross mit Übersetzung, Einleitung und Kommentar)
- Klaus Corcilius (Übersetzer): Aristoteles: Über die Seele / De anima. Meiner, Hamburg 2017, ISBN 978-3-7873-2789-8 (griechischer Text nach der Edition von Aurelius Förster mit Verzeichnis der Abweichungen der Edition von W. D. Ross)
- Robert Drew Hicks (Hrsg., Übers.): Aristoteles, De anima. With translation, introduction and notes. London 1907.
- Olof Gigon (Übersetzer): Aristoteles: Vom Himmel, Von der Seele, Von der Dichtkunst. Artemis, Zürich 1950 (nur Übersetzung)
- Gernot Krapinger (Hrsg.): Aristoteles: De Anima. Über die Seele. Reclam, Stuttgart 2011, ISBN 978-3-15-018602-2 (griechischer Text mit Übersetzung)
- Horst Seidl (Hrsg.): Aristoteles: Über die Seele. Meiner, Hamburg 1995, ISBN 3-7873-1381-8 (griechischer Text nach der kritischen Ausgabe von Wilhelm Biehl und Otto Apelt mit Übersetzung und Kommentar)
- Willy Theiler (Übers.): Aristoteles, Über die Seele (= Aristoteles, Werke in deutscher Übersetzung, Band 13). Akademie-Verlag, Berlin 1959 (Übersetzung und Erläuterungen)

Spätantike Paraphrase in arabischer und persischer Überlieferung
- Rüdiger Arnzen: Aristoteles’ De Anima. Eine verlorene spätantike Paraphrase in arabischer & persischer Überlieferung. Arabischer Text nebst Kommentar, quellengeschichtlichen Studien & Glossaren. Brill, Leiden 1998 (Aristoteles Semitico-Latinus, 9), online. (Veröffentlichung der Diss. Bochum 1994).